# Marianela Núñez
Marianela Núñez, née à Buenos Aires en 1982, est une danseuse argentine. Elle est « principal dancer » (danseuse étoile) au Royal Ballet de Londres.

## Biographie
Marianela Núñez est née à San Martín, Argentine le 23 mars 1982.
Elle commence l'apprentissage de la danse à l'âge de trois ans et intègre l'Instituto Superior de Arte du Teatro Colón de Buenos Aires en 1990. Elle y reste jusqu'en 1996, date à laquelle elle est pressentie pour entrer dans le corps de ballet de la compagnie. Elle est alors âgée de 14 ans. Elle est sélectionnée pour se rendre à Cuba pour une tournée en tant que soliste au sein du Ballet Clasico de la Habana. 
Sur le plan personnel, elle épouse le danseur brésilien Thiago Soares en 2011 à Bueno Aires mais le couple se sépare en 2014 et annonce son divorce en janvier 2016 tout en restant de bons amis et continuent de danser ensemble,. Ils n'ont pas de descendance.

## Carrière
En 1997, Maximiliano Guerra la choisit comme partenaire pour sa tournée en Uruguay, Espagne, Italie, ainsi qu'au Festival International du Ballet au Japon. Elle est ensuite l'invitée de la compagnie du Teatro Colón  pour sa tournée en Europe et aux États-Unis.
En septembre 1997, Núñez s'inscrit aux cours du Royal Ballet School et, en fin d'année, danse le rôle principal lors du gala donné par Kenneth MacMillan dans le cadre de ses Soirées Musicales en l'honneur du 100e anniversaire de la naissance de Dame Ninette de Valois. Elle danse également le rôle-titre de Raymonda, Acte III, ainsi que le solo de la Troisième Ombre de La Bayadère dans le cadre de la représentation de fin d'année de l'école. Âgée de 16 ans, elle rejoint le Royal Ballet au début de la saison 1998/99. Elle y est promue "Première Soliste" en 2001 puis danseuse principale en septembre 2002.
En 2023, elle participe à la reprise de Cendrillon (dans la version de Frederic Ashton), dans le rôle-titre ; lors de la première représentation, elle se voit remettre une médaille pour ses vingt-cinq ans de carrière au Royal Ballet.